# Aglaothorax longipennis
Aglaothorax longipennis és una espècie d'ortòpter pertanyent a la família Tettigoniidae present a Califòrnia i la Colúmbia Britànica (Amèrica del Nord).